# Глизе 536
Глизе 536 (Gliese 536, GJ 536, HD 122303) — одиночная звезда в созвездии Девы. Находится в 32,71 световых годах от Солнца.
Невооружённым глазом не видна. Ближайшей звездой на небосводе, по которой можно ориентироваться, является ι Девы (Сирма).
Является красным карликом спектрального класса M1. GJ 536 имеет цикл магнитной активности, аналогичный циклу Солнца, но более короткий — 3 года (у Солнца — 11 лет).
Глизе 536 находится в списке ближайших к Солнечной системе звёзд.
В настоящее время Международный астрономический союз (IAU — International Astronomical Union) активно присваивает сравнительно недавно открытым звёздам новые имена взамен «дежурным» названиям, состоящим из наименования телескопа или обсерватории и порядкового номера. Чтобы избежать путаницы, в 2016 году Международный астрономический союз для систематизации названий звёзд организовал рабочую группу Working Group on Star Names (WGSN). На страницах Википедии эту функцию отчасти взял на себя Астро-клуб "Ниппи" (Astro-Club «Nippy»), входящий в «Справочник IAU по международной астрономии» и участвовавший в 2015 году в организованной IAU кампании «NameExoWorlds» по наименованию недавно открытых звёзд и планет.

## Планетная система
В ноябре 2016 года астрономами Астрофизического Института Канарских Островов (Испания) Алехандро Суаресом Маскареньо и Рафаелем Реболо обнаружена суперземля Глизе 536 b (GJ 536 b), вращающаяся вокруг красного карлика Глизе 536. Планета имеет массу 5,4 земной и делает один оборот вокруг материнской звезды за 8,7 дней. Глизе 536 b находится вне зоны обитания и жизнь на ней невозможна. Астрофизики предполагают, что в системе с большой долей вероятности находятся ещё несколько планет небольшой массы на более широких орбитах, обращающееся вокруг материнской звезды с периодами от 100 суток до нескольких лет.